# أكيشيما (طوكيو)

شعار مدينة أكيشيما

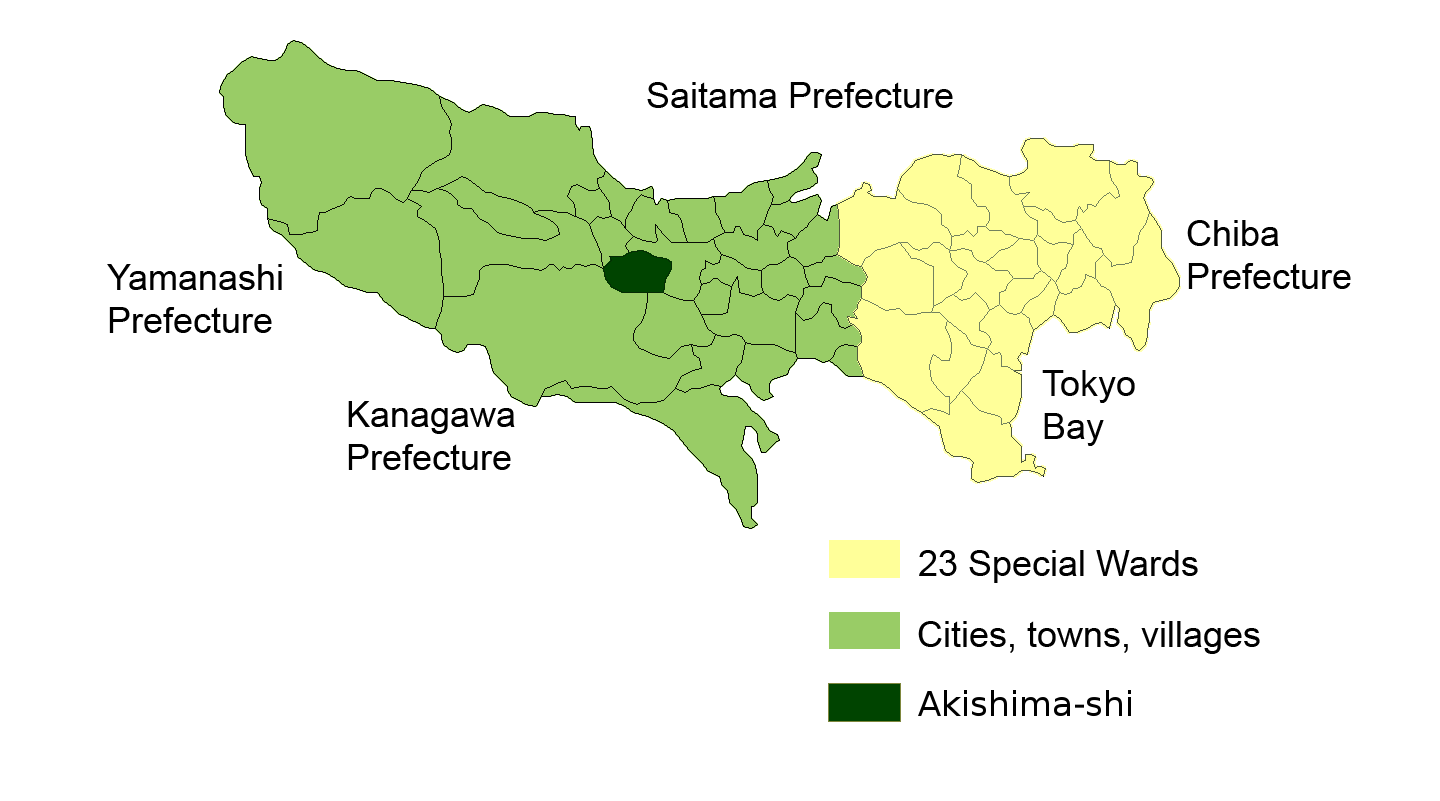
موقع مدينة أكيشيما ضمن محافظة طوكيو

مدينة أكيشيما (باليابانية 昭島市) هي مدينة تقع في محافظة طوكيو، اليابان.
في عام 2008، وصل التعداد السكاني للمدينة إلى 113,034 نسمة والكثافة السكانية 6,314.31 نسمة في الكيلومتر مربع، والمساحة الإجمالية 17.33 كم مربع. تم تأسيس المدينة في الأول من مايو 1954. اشتق اسم مدينة أكيشيما من من اسمي المدينتين شووا(昭和 Shōwa) وهاجيما (拝島) التي تم دمجهما لتشكيل أكيشيما.

## أعلام
- تاكاو كوياما

## وصلات خارجية
- موقع مدينة أكيشيما باللغة اليابانية